# 공황 (심리학)
공황(恐慌)은 급변한 사태에 놀랍고 두려워서 어찌할 바를 모르는 상태를 가리킨다. 영어 낱말 패닉(panic)도 통용된다. 참고로, 잠든 사람에게 악몽을, 나그네에게 공포감을 주는 존재인 로마의 목신(牧神) 판이 패닉의 어원이다. 공황은 개인에 있어서 단독으로 일어나거나 갑자기 큰 조직에 집단 공황으로서 나타날 수 있다.

## 어원
"공황"의 영단어 패닉(panic)은 고대에서 유래되었으며 고대 신 판 (신화)(Pan)에 대한 찬사이다. 고대 그리스 신화에 등장하는 많은 신 중 하나인 판은 양치기와 숲, 목초지의 신이었다. 그리스인들은 그가 피리를 불며 숲 속을 평화롭게 헤매는 경우가 많았지만, 정오에 낮잠에서 우연히 깨어나면 양 떼가 들이닥칠 정도로 큰 소리를 지를 수 있다고 믿었다. 판의 성격의 이러한 측면에서 그리스 작가들은 영어 단어 "panic"의 궁극적인 근원인 "갑작스러운 두려움"이라는 단어 panikos를 파생했다. 그리스어 단어는 갑작스럽고 종종 신의 존재로 인해 나타나는 완전한 두려움을 의미한다.

## 심리학
투쟁-도피 반응은 인지된 해로운 사건, 공격 또는 생존에 대한 위협에 대한 반응으로 발생하는 생리적 반응이다. 동물은 위협에 반응하여 교감신경계가 전반적으로 분비되어 싸우거나 도망갈 준비를 한다. 부신 수질은 카테콜아민, 특히 노르에피네프린과 에피네프린을 분비하는 호르몬 폭포를 생성한다. 에스트로겐, 테스토스테론, 코티솔 호르몬과 신경 전달 물질인 도파민, 세로토닌도 유기체가 스트레스에 반응하는 방식에 영향을 미친다. 오스테오칼신 호르몬도 역할을 할 수 있다.
일반 적응 증후군은 척추동물과 다른 유기체 사이의 스트레스 반응을 조절하며 첫 번째 단계에서는 투쟁-도피 반응을 포함한다.
공황 발작은 심계항진, 발한, 흉통, 떨림, 숨가쁨, 무감각, 임박한 파멸의 느낌이나 통제력 상실 등을 포함할 수 있는 갑작스러운 극심한 두려움과 불편함을 말한다. 일반적으로 증상은 발병 후 10분 이내에 최고조에 이르고 대략 30분 동안 지속되지만 지속 시간은 몇 초에서 몇 시간까지 다양할 수 있다. 고통스럽긴 하지만, 공황 발작 자체는 신체적으로 위험하지 않는다. 이는 트리거되거나 예기치 않게 발생할 수 있다.
심리학에서는 사람들이 정상적인 신체 감각을 재앙적인 방식으로 해석하는 특정한 심리적 취약성으로 설명되는 공황 장애라는 확인된 상태가 있다. 이는 생물학적, 심리적 요인 및 이들의 상호 작용과 밀접한 관련이 있다. 레너드 J. 슈미트와 브루크 워너(Brooke Warner)는 공황을 "더 끔찍한 경험을 상상할 수 없을 정도로 우리를 확장시키는 끔찍하고 심오한 감정"이라고 설명하며 "의사는 고통스러운 임상 상태를 상상된 '리히터 규모'의 사악하고 비열한 수준과 비교하는 것을 좋아한다. 상처… 정신과 의사에게 폭발적이고 개인적으로 붕괴되는 공황 발작보다 더 사악하고 비열한 상처는 없다."고 이야기한다.
공황 발작은 사회불안장애, 외상후 스트레스 장애, 약물 남용 장애, 우울증, 의학적 문제 등 여러 가지 다른 장애로 인해 발생할 수 있다.
사회 심리학에서 공황은 다수의 사람들에게 퍼질 수 있고 영향을 받은 사람들이 그 결과 비합리적으로 행동할 것으로 예상되기 때문에 전염성이 있는 것으로 간주된다. 심리학자들은 집단 공황, 집단 히스테리, 집단 정신병 및 사회적 전염을 포함하여 약간 다른 설명을 통해 이러한 공황 사건의 다양한 유형을 식별한다.
공황에 대한 영향력 있는 이론적 처리는 닐 J. 스멜서(Neil J. Smelser)의 집단 행동 이론에서 찾아볼 수 있다. 공황 관리 과학은 전 세계의 군대와 응급 서비스에서 중요한 실제 적용을 발견했다.

## 영향
선사 시대 인류는 동물, 특히 반추동물을 사냥할 때 집단 공황을 기술로 사용했다. 비정상적으로 강한 소리나 생소한 시각 효과에 반응하는 무리는 절벽으로 향했고, 결국 궁지에 몰리면 뛰어내려 죽었다.
인간 역시 공황에 취약하며 종종 전염성이 있는 것으로 간주된다. 한 사람의 공황이 근처의 다른 사람들에게 쉽게 퍼질 수 있고 곧 전체 그룹이 비합리적으로 행동할 수 있다는 점에서 사람들은 자신과 다른 사람을 예방 및 통제할 수 있는 능력도 있다. 규율 있는 사고나 훈련(예: 재난 훈련)으로 당황한다.
건축가와 도시 계획가는 설계 및 계획 중에 군중 행동과 같은 공황 증상을 수용하려고 노력하며, 종종 시뮬레이션을 사용하여 사람들을 안전한 출구로 유도하고 혼잡을 방지하는 최선의 방법을 결정한다(군중이 무너지고 짓눌림). 가장 효과적인 방법은 종종 직관적이지 않는다. 문 출구 앞에 정확하게 계산된 거리에 높은 기둥을 배치하면 장애물이 병목 지점 바로 앞의 혼잡을 분할하므로 큰 방의 대피 속도를 높일 수 있다.
대규모 공개 행사 중에 널리 알려진 치명적인 공황 사례가 많이 발생했다. 메카의 배치는 매년 평균 250명의 순례자가 사망하는 빈번한 충돌을 없애기 위해 사우디 당국에 의해 광범위하게 재설계되었다. 축구 경기장에서는 1985년 벨기에 헤이젤 스타디움에서 39명 사망을 포함해 600명 이상의 사상자가 발생했고, 1989년 영국 셰필드 힐스보로 스타디움에서는 96명이 압사 사망한 등 치명적인 군중 돌진과 압사 사건이 발생했다. 2022년 인도네시아 칸주루한 스타디움에서 압사 사고로 135명이 사망했다.

## 같이 보기
- 감정
- 공포